# Houston Open 1977
Lo Houston Open 1977 è stato un torneo di tennis giocato sulla terra verde. È stata la 7ª edizione dello Houston Open, che fa parte del World Championship Tennis 1977. Il torneo si è giocato a Houston negli Stati Uniti, dall'11 al 18 aprile 1977, con la finale di singolare disputata al lunedì a causa delle avverse condizioni meteorologiche.

## Campioni

### Singolare maschile
Adriano Panatta ha battuto in finale  Vitas Gerulaitis con il punteggio di 7–6(4), 6(3)–7, 6–1

### Doppio maschile
Ilie Năstase /  Adriano Panatta hanno battuto in finale  John Alexander /  Phil Dent con il punteggio di 6–3, 6–4